# Fliegerhorst Ingolstadt/Manching

i7
i11
i13
Der Fliegerhorst Ingolstadt/Manching (IATA-Code: IGS, ICAO-Code: ETSI) ist ein Militärflugplatz mit ziviler Mitnutzung. Er liegt zwischen den Gemeinden Manching und Ernsgaden im oberbayerischen Landkreis Pfaffenhofen an der Ilm, acht Kilometer südöstlich von Ingolstadt.

## Militärische Nutzung
Betreiber des Flugplatzes ist das Bundeswehr-Dienstleistungszentrum Ingolstadt. Die Wehrtechnische Dienststelle für Luftfahrzeuge (WTD 61) nutzt diesen Flugplatz als Hauptbedarfsträger.
Im Bereich von Airbus Defence and Space werden hier für die NATO alle europäischen AWACS-Maschinen, die deutschen Airbus A400M, die deutschen Lockheed P-3 Orion sowie die deutschen Panavia Tornado und Eurofighter Typhoon überholt und eingeflogen. Die Tornados wurden dort in Teilen gefertigt und die deutschen Tornados endgefertigt. Airbus baut dort die Mittelrumpfsektion für alle Eurofighter-Varianten und endfertigt die deutschen Eurofighter.

## Zivile Nutzung
Der zivile Teil ist als Verkehrsflughafen klassifiziert und wird vom Mitbenutzer Ingolstadt-Manching Airport GmbH (IMA) betrieben. Über ihn werden hauptsächlich tägliche Shuttleverkehrsflüge sowie Werksverkehr für die Audi AG abgewickelt. 2006 wurden rund 62.000 Passagiere in Ingolstadt abgefertigt. Fest stationiert sind neun Maschinen der Fluggesellschaft Private Wings. Im Mai 2007 wurde ein neues Abfertigungsgebäude für den zivilen Luftverkehr eröffnet. Es umfasst jedoch nur einen Counter und eine kleine Wartehalle und wird praktisch ausschließlich von Dienstreisenden von Audi genutzt. Verbindungen bestehen nach Braunschweig, Győr und Brüssel.
Der Geschäftsbereich Military Aircraft von Airbus Defence and Space (einer Division der Airbus Group) führt hier Flugtests (unter anderem mit dem Eurofighter Typhoon und Tornado) durch und hat Anfang 2008 hier seinen gesamten Bereich der militärischen Flugzeugentwicklung angesiedelt. Airbus betreibt hier in Zusammenarbeit mit der Messerschmitt-Stiftung das Flugmuseum Messerschmitt.

## Geschichte

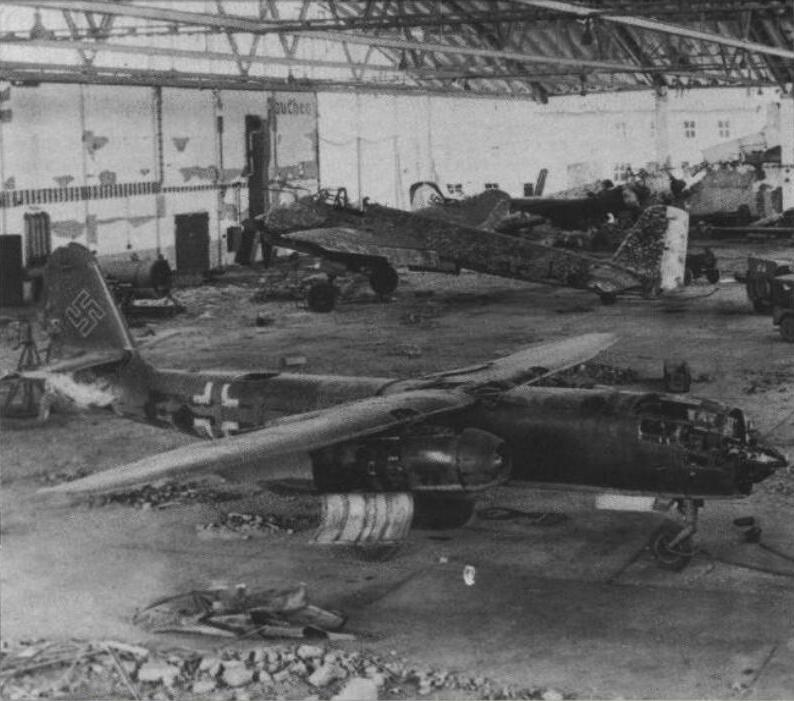
Eine Arado Ar 234B und eine Junkers Ju 88G im Frühjahr 1945 in Manching

Im Zuge der Aufrüstung der Wehrmacht begann 1936/38 der Bau eines Militärflugplatzes für die Luftwaffe. Große Teile einer prähistorischen Keltenstadt, des Oppidums von Manching, wurden dabei zerstört; zumindest waren Notbergungen archäologischer Funde möglich. Die Eröffnung des Flugplatzes erfolgte 1938 als Militärflugplatz der Luftwaffe. Die folgende Tabelle zeigt eine Auflistung ausgesuchter fliegender aktiver Einheiten (ohne Schul- und Ergänzungsverbände) die hier zwischen 1938 und 1945 stationiert waren.
| Von            | Bis            | Einheit                                                               | Ausrüstung                     |
| -------------- | -------------- | --------------------------------------------------------------------- | ------------------------------ |
| November 1938  | März 1939      | I./JG 433 (I. Gruppe des Jagdgeschwaders 433)                         | Messerschmitt Bf 109D, Bf 109E |
| Oktober 1939   | Februar 1940   | Stab, I., II./KG 55 (Stab, I. und II. Gruppe des Kampfgeschwaders 55) | Heinkel He 111P                |
| Februar 1940   | Mai 1940       | II./KG 53                                                             | Heinkel He 111P                |
| Juni 1943      | September 1943 | I./KG 54                                                              | Junkers Ju 88A-4               |
| Oktober 1943   | März 1944      | III./KG 54                                                            | Junkers Ju 88A-4               |
| Dezember 1943  | Januar 1944    | I./KG 54                                                              | Junkers Ju 88A-4               |
| Dezember 1943  | Dezember 1943  | II./KG 54                                                             | Junkers Ju 88A-4               |
| September 1944 | Januar 1945    | Teile der IV./NJG 6 (IV. Gruppe des Nachtjagdgeschwader 6)            | Messerschmitt Bf 110G-4        |

Als der Flughafen 1955 im Rahmen der westdeutschen Wiederbewaffnung instand gesetzt werden sollte, wurden vom Bayerischen Landesamt für Denkmalpflege unter Werner Krämer erstmals großflächige Grabungen durchgeführt. 1960 übernahm die Luftwaffe der Bundeswehr den Flugbetrieb am Flugplatz. Bis 1969 war in Manching das mit der F-104 Starfighter ausgerüstete Aufklärungsgeschwader 51 stationiert.
Am 24. September 1987 wurden Bundeskanzler Helmut Kohl und der französische Staatspräsident François Mitterrand bei ihrem Besuch des Manövers Kecker Spatz mit militärischen Ehren auf dem Flugplatz empfangen.
Schon seit 1970 gab es Bestrebungen, eine zivile Mitnutzung des Flughafens zu erreichen. Schließlich wurde im Dezember 1995 die Betreibergesellschaft IMA, Gesellschaft zur zivilen Mitbenutzung des Militärflugplatzes Ingolstadt-Manching mbH gegründet. Nach mehreren Besprechungen mit den umliegenden Gemeinden und dem Landkreis Pfaffenhofen wurde am 28. Oktober 1997 der Antrag auf luftrechtliche Genehmigung für eine zivile Mitnutzung gestellt. Diesem wurde am 1. April 2000 stattgegeben. Am 20. September 2001 fand die Eröffnung des zivilen Teils statt.